# Cytosporella anisotomes
Cytosporella anisotomes är en svampart som beskrevs av Aa, Vanev, Melnik & S.L. Stephenson 2001. Cytosporella anisotomes ingår i släktet Cytosporella, divisionen sporsäcksvampar och riket svampar.   Inga underarter finns listade i Catalogue of Life.